# Riley McKibbin
Riley McKibbin (/ˈraɪli məˈkɪbɪn/; Honolulu, 9 settembre 1988) è un giocatore di beach volley e pallavolista statunitense.
Gioca nel ruolo di palleggiatore nell'Academy United.

## Carriera

### Pallavolo
La carriera di Riley McKibbin, fratello maggiore dell'ex pallavolista e giocatore di beach volley Maddison McKibbin, inizia nei tornei scolastici hawaiani con la Punahou School. Dopo il diploma gioca nella squadra della University of Southern California: milita quindi nella NCAA Division I dal 2008 al 2011, raggiungendo due volte le final 4 e disputando la finale nazionale al suo primo anno.
Nella stagione 2011-12 si trasferisce in Italia, giocando nella Serie A1, ingaggiato dall'Umbria Volley di San Giustino, città dove resta anche nella stagione successiva con la nuova società Altotevere Volley.
Nella stagione 2013-14 va a giocare in Grecia, con la squadra del PAOK; resta nella Volley League greca anche nella stagione seguente, vestendo però la maglia del Lamia, dove tuttavia resta per meno di un mese: torna infatti a giocare nella Serie A1 italiana col Porto Robur Costa di Ravenna per il resto della stagione, al termine della quale abbandona la pallavolo indoor.
Torna a giocare a pallavolo per disputare la prima edizione della NVA con l'Academy United, venendo premiato come miglior palleggiatore dell'NVA Showcase 2017.

### Beach volley
Dopo aver lasciato la pallavolo, gioca nel circuito AVP in coppia col fratello Maddison.

## Palmarès

### Premi individuali
- 2009 - NCAA Division I: Provo National All-Tournament Team
- 2011 - All-America First Team
- 2017 - NVA Showcase: Miglior palleggiatore